# Stalingrad (Roman)

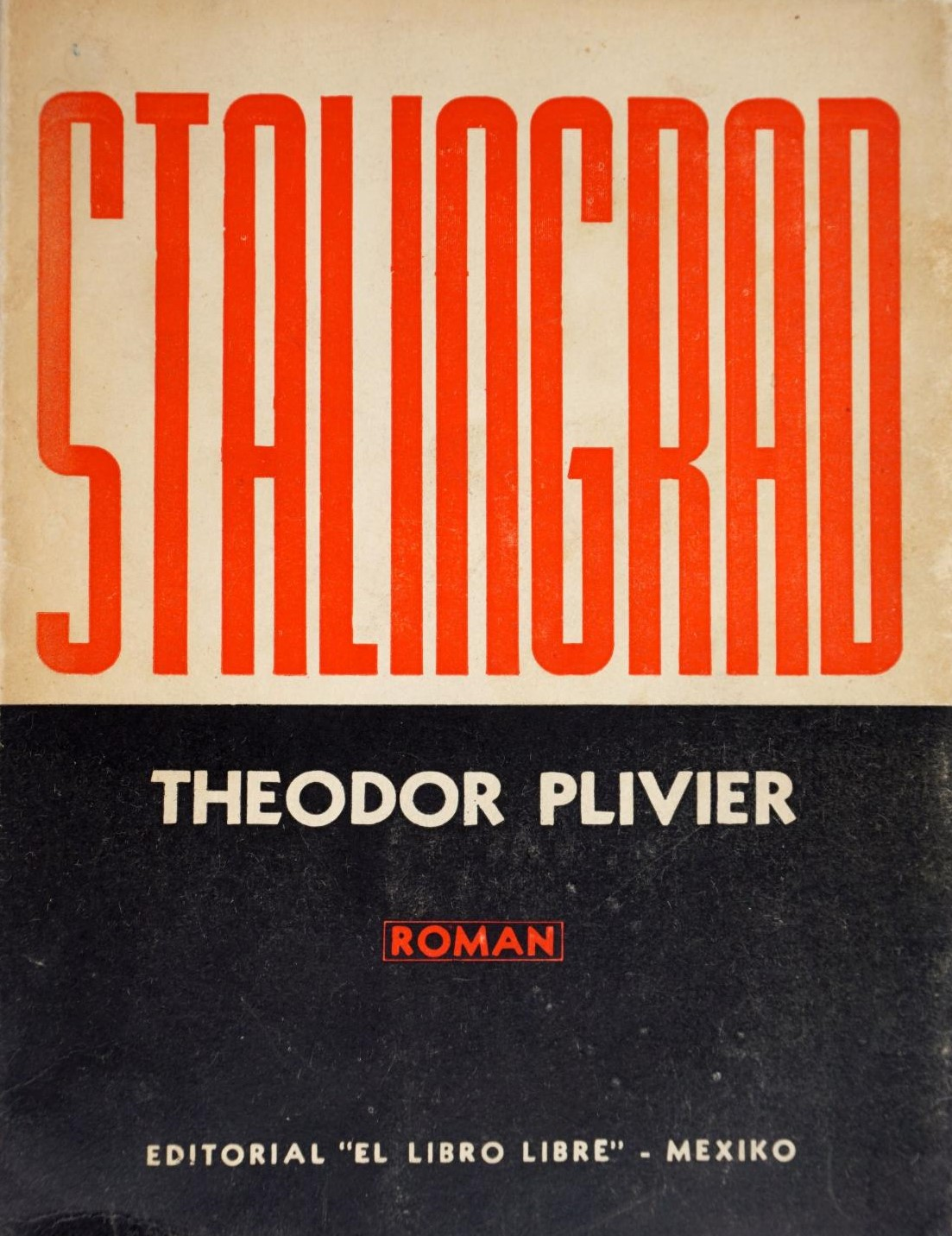
Theodor Plievier: Stalingrad, 3. Auflage, Verlag El libro libre, Mexiko 1946. Diese Ausgabe basiert auf der Moskauer Ausgabe.

Der Roman Stalingrad von Theodor Plievier ist Teil einer Trilogie von drei Romanen (Moskau, Stalingrad, Berlin) über den großen Krieg im Osten während des Zweiten Weltkriegs. In realistisch, drastischer Form wird in diesem Band der Untergang der 6. Armee in der Schlacht von Stalingrad, das Leiden der Frontsoldaten, der Verwundeten und das abgehobene, frontferne Leben der Offiziere in den Stäben und des Generalfeldmarschalls Friedrich Paulus beschrieben. Die Missstände, die durch die bedingungslose Befolgung der Befehle „Kapitulation ausgeschlossen!“ sowie „Wo ihr steht, da bleibt ihr!“ entstanden, werden schonungslos dargestellt und machen dieses Werk zu einem Antikriegs-Roman. Es ist die Schilderung des Untergangs aus der Sicht der deutschen 6. Armee; auf die Verhältnisse bei der sowjetischen Seite wird nur vereinzelt eingegangen.
Unter den lobenden Kritikern befanden sich Wolfgang Borchert, Alfred Andersch, Stephan Hermlin, Johannes R. Becher, Hermann Pongs, Jürgen Busche, Peter Härtling, Hermann Kant und Günther Rücker. Alfred Andersch pries Stalingrad als „das erste große Kunstwerk der deutschen Nachkriegsliteratur“.

## Aufbau des Werkes

### Der kollektive Held
Plieviers Roman hat keine Hauptperson – sein Held ist die gesamte 6. Armee. Deshalb schildert er die Erlebnisse von Soldaten aller Rangstufen in abgeschlossenen Episoden, in denen Plievier zeigt, wie unterschiedliche Menschen auf die katastrophalen Verhältnisse im Kessel reagieren. Immer wieder aber schildert Plievier die Gemeinsamkeit der Soldaten: sie alle haben auch ein wenig vom Nationalsozialismus profitiert. Ganz ohne Verantwortung für ihr Schicksal sind sie in Plieviers Augen damit nicht.
Dennoch werden Einzelschicksale emotional nachvollziehbar dargestellt. Es finden sich charakteristische Beispiele aller Dienstgrade. Richtungweisend sind der degradierte Strafkompaniesoldat August Gnotke, mit dem der Roman beginnt („und da war Gnotke“), sowie der Panzerkommandeur Oberst Manfred Vilshofen. Beide marschieren am Schluss des Romans Seite an Seite in die Gefangenschaft.

### Die Auflösung der Ordnung
Plievier schildert, wie die Soldaten in ihrer aussichtslosen Lage, dem Hungertod preisgegeben, in behelfsmäßigen Quartieren nicht mehr wie Menschen leben können und deshalb auch jede Menschlichkeit vergessen.
Das skandalöse Schicksal der Verwundeten wird dokumentiert, die im sich verengenden Kessel von Stalingrad von Hauptverbandplatz zu Hauptverbandplatz weiter ziehen mussten, weil es keine Pferde und keine LKWs gab, um sie zu transportieren. Auch das Schicksal der vielen, die dabei verhungerten, erfroren oder einfach zurückgelassen wurden (z. B. im Bahnhofsgebäude von Gumrak), wird geschildert.
In einem gedanklichen Rückblick (nach dem letzten Rückzug ins Stadtgebiet von Stalingrad) auf die vorangegangenen Haltebefehle einer Höhe, dann des Flugplatzes von Pitomnik, schließlich des Tartarenwalles wird klar, dass Menschen-Verluste verursacht wurden, ohne dass die Lage sich verbesserte.
Die Stabsquartiere erscheinen dabei oft als Inseln der Ordnung, doch auch diese werden in die Flucht mitgerissen und in das allgemeine Elend.
Erst am Ende richtet Plievier seine Aufmerksamkeit auf General Paulus und seinen Stab. Als sie endlich erkennen, dass Hitlers Durchhaltebefehl sinnlos war und ein Verbrechen an ihren Untergebenen, sorgen sie nicht dafür, dass es zu einer geordneten Übergabe der Armee kommt, sondern sie kapitulieren nur für sich selbst und drücken sich damit vor ihrer Verantwortung.
Hermann Görings Rede über den Tod der Soldaten in Stalingrad wurde im Rundfunk übertragen und also auch im Kessel gehört. Für die Soldaten war das eine Leichenrede zu Lebzeiten und so erfuhren sie, dass man sie bereits abgeschrieben hatte. („.. Kommst du nach Deutschland so berichte, du habest uns in Stalingrad liegen gesehen, wie das Gesetz es befohlen hat“ …)

### Schilderung der Phasen des Rückzugs
Auch die objektiven Daten des Rückzugs sind in der Handlung des Romans enthalten:
- Der Durchbruch der sowjetischen Truppen am 19. November 1942 nordwestlich von Stalingrad, der Befehl zur „Einigelung“ der deutschen 6. Armee am 22. November 1942, die Schließung des Rings am 23. November 1942 werden dargestellt.
- Die ständige Schrumpfung der 6. Armee durch russische Angriffe, Hunger, Kälte und Krankheit von 330.000 Mann am 19. November 1942 auf 190.000 am 10. Januar 1943 bis auf 91.000, die in Gefangenschaft gingen, wird vor Augen gehalten.
- Das Angebot der Russen vom 8. Januar 1943 zur Kapitulation der deutschen Truppen per 10. Januar 1943, um 10:00 Uhr wird dokumentiert.
- Die ständige Schrumpfung des Kessels und die Rücknahme der Hauptkampflinie nach dem Angriff der Russen ab dem 10. Januar 1943 bis 12. Januar 1943 wird beschrieben.
- Der Befehl zum Halten des Brückenkopfes um Dorf und Flugfeld Pitomnik bis zur Räumung des Verpflegungsamtes findet Erwähnung.
- Die Spaltung des Kessels in Stalingrad-Mitte und Stalingrad-Nord wird herausgearbeitet.
- Die zufällige und unkoordinierte Kapitulation des Südkessels und später des Nordkessels, die Abfahrt des Feldmarschalls im PKW als „Privatmann“, während die gefangenen Truppen sich zu Fuß durch den Schnee vorarbeiten mussten, wird festgehalten.

## Zitate
Weite Passagen des Romans sind erheblich drastischer und aufrüttelnder als die folgenden Zitate:
„Ein halber Tagessatz! 50 Gramm Knäckebrot (eine Scheibe und dazu eine kleine Ecke), 8 Gramm Mittagskost (7 Erbsen), 25 Gramm Abendkost (einen Bissen Fleisch), 5 Gramm Getränke waren zu diesem Zeitpunkt der volle Tagessatz, und Wedderkop hatte nur einen halben Tagessatz erhalten.“
„Eine Wegbezeichnung gab es noch, doch waren es nicht mehr die in den Boden gerammten Pfähle mit daran befestigten Strohwischen. Die waren als Brennholz weggeräumt worden, und jetzt ragten alle zwanzig, alle dreißig, alle vierzig Schritte, das eine mit Schenkel und breitem Beckenknochen, das andere mit Sprunggelenk und Huf nach oben, das eine kerzengerade, das andere schief in einem Schneehaufen steckend, abgenagte Pferdebeine als Wegzeichen auf.“

## Authentizität des Romans und Beurteilung durch Stalingrad-Heimkehrer
Die Schilderungen des Romans beruhen auf Zeitzeugen-Interviews und Dokumenten.
Nach der Darstellung von Victoria Paul war Plievier Emigrant in der Sowjetunion und musste im Mai 1942 in Ufa die in sowjetische Hände gefallenen Briefe der Soldaten von Stalingrad psychologisch auswerten. Im Mai 1943 erhielt er in Moskau die Erlaubnis, den Roman Stalingrad zu schreiben und Überlebende der 6. Armee in Gefangenenlagern interviewen.
Die Interviews einiger der Überlebenden von Stalingrad durch den Journalisten Gerald Praschl bestätigen die schlimmen Bedingungen für die Frontsoldaten, die fehlende Kameradschaft beim Überlebenskampf und die Frontferne des Generalfeldmarschalls Paulus.
Im Roman Hunde, wollt ihr ewig leben befindet sich ein Hinweis auf die Tätigkeit Plieviers auf sowjetischer Seite. In diesem Roman, verfasst 1958 vom österreichisch-deutschen Stalingrad-Kämpfer Friedrich Weiss unter dem Pseudonym Fritz Wöss, wird die Romanfigur Hauptmann Wisse kurz nach seiner Gefangennahme am 3. Februar 1943 durch eine Person interviewt, welche mit einer russischen Offiziersuniform ohne Rangabzeichen bekleidet ist, ein fehlerfreies Deutsch spricht und sich als Plievier vorstellt. Plievier gab bei diesem Interview der Romanfigur Hauptmann Wisse die Anregung, 15 Jahre später einen Erlebnisbericht in Romanform zu schreiben, wobei die Romanfigur Hauptmann Wisse mit dem Hauptmann Friedrich Weiss alias Fritz Wöss identisch ist. Zitat von Plievier bei diesem Interview: „Ich weiß, die Tatsache, daß ich deutsch rede, manifestiert für Sie nicht, daß ich auch deutsch fühle. Ich habe Stalingrad von der anderen Seite miterlebt… Ich will ein Buch darüber schreiben…in deutscher Sprache, auch für deutsche Menschen.“
Der Stalingrad-Kämpfer Joachim Wieder bezeichnet Plieviers Werk als notwendiges Buch, „welches seine Leser durch eine Schocktherapie zur Absage an den Krieg bewegen wollte.“ Wieder schreibt ferner:
„Die verschiedenen Szenen und Einzelepisoden des Geschehens sind durchaus zutreffend, aber das Bild des deutschen Soldaten der verschiedenen Rangstufen, dessen Denken und Sprache dem Emigranten wenig vertraut waren, ist weitgehend verzeichnet. Die Gesamtatmosphäre ist insofern nicht richtig erfaßt, als das Ende an den Anfang projiziert wird und der Roman gleich mit einer Orgie des Grauens beginnt, die kaum noch Steigerungen zuläßt. Es fehlt das Auf und Ab der Stimmungen, in denen sich die einzelnen Phasen der Entwicklung der Schlacht widerspiegelten, und in der Aneinanderreihung aller furchtbaren Tatsachen, aller qualvollen Geschehnisse und Bilder eines geradezu apokalyptischen Untergangs gibt es keine hellen Lichter, die in Wirklichkeit durchaus vorhanden waren. Seine Personen vermögen kaum wahrhafte menschliche Anteilnahme zu erwecken, sie sind gesehen wie Bazillen durch ein Mikroskop.“
Im dokumentarischen Film Stalingrad von Sebastian Dehnhardt aus dem Jahr 2006 wird in Zeitzeugeninterviews die Abstumpfung und die katastrophale Versorgungslage der Soldaten, das Wohlleben im Hauptquartier von Paulus (Cognac, Zigarrenrauch, Duft von Gebratenem) und der sinnlose Haltebefehl sowie das Verbot des Ausbruchs aus dem Kessel bestätigt.
Die Botschaft des Romans ist in jedem Falle klar: Krieg und sinnlose Menschenopfer sind zu vermeiden.

## Ausgaben
Der Roman wurde von November 1943 bis September 1944 als Fortsetzungsroman in einer Moskauer Exil-Zeitschrift publiziert. 1945 wurde er zum ersten Bestseller des Berliner Aufbau-Verlages und erreichte in kurzer Zeit eine Auflage von einer halben Million.
- Theodor Plievier: Stalingrad. Roman. Aufbau Verlag, Berlin 1945
- Theodor Plievier: Stalingrad. Roman. El libro libre, Mexico 1945

Weitere Ausgaben beim Rowohlt-Verlag als Rotationsroman; im Verlag Kurt Desch, München; als Taschenbuch im Wilhelm Goldmann Verlag, 2. Auflage 1978; im Bertelsmann Verlag, Gütersloh; als Taschenbuch bei Kiepenheuer & Witsch, 2002. Nachworte zu den Ausgaben schrieben unter anderem Kurt W. Marek und Hermann Kant. Das Werk wurde laut der Datenbank „Deutsche Nationalbibliothek“ in 15 Sprachen übersetzt und ist in 17 Ländern erschienen.
Plievier verarbeitete seinen Roman auch zum gleichnamigen, etwa einstündigen Hörspiel, das 1953 beim SWF aufgenommen wurde.

## Belege
1. ↑  Vgl. Michael Rohrwasser: Theodor Plieviers Kriegsbilder. In: Ursula Heukenkamp (Hg.): Schuld und Sühne? Kriegserlebnis und Kriegsdeutung in deutschen Medien der Nachkriegszeit (1945–1961), Amsterdam/Atlanta 2001, Bd. I, S. 139–154 S. 140.
2. ↑  Taschenbuchausgabe von Stalingrad im Wilhelm Goldmann Verlag von 5/1978, S. 131
3. ↑  Taschenbuchausgabe von Stalingrad im Wilhelm Goldmann Verlag von 5/1978, S. 210
4. ↑  Authentizität durch Victoria Paul. (PDF; 43 kB) Archiviert vom Original am 19. November 2018; abgerufen am 17. Oktober 2020.
5. ↑  Stalingrad. Interviews 2003 von Überlebenden durch Gerald Praschl.
6. ↑  Joachim Wieder: Stalingrad und die Verantwortung des Soldaten, F. A. Herbig, München 1997, ISBN 3-7766-1778-0, Seiten 305–306
7. ↑  Hörspiel: Antikriegsklassiker: Stalingrad, ausgestrahlt am 11. Februar 2017 beim Deutschlandfunk